# Burg Schenkenberg (Emmingen-Liptingen)
Die Burg Schenkenberg ist eine abgegangene Höhenburg vom Typus einer Turmburg auf einem Sporn oberhalb der Wallfahrtskapelle Schenkenbergkapelle etwa 2.500 Meter südlich von Emmingen, einem heutigen Ortsteil der Gemeinde Emmingen-Liptingen im Landkreis Tuttlingen in Baden-Württemberg.
Die Burg wurde im 12. Jahrhundert von den Herren von Schenkenberg  (Hinweis: Burgruine Schenkenberg, Aargau) erbaut und 1169 mit Dietho von Schenkenberg erwähnt, der als Zeuge in einer Urkunde des Klosters Salem auftrat. 1412 wurden die Herren von Heudorf von den Grafen von Zollern mit der Burg belehnt. Vermutlich wurde die Burg vor 1471 zerstört, da sie ab 1471 nur noch Hof oder Lehen genannt wurde.
Von der ehemaligen Burganlage auf einem 15 mal 21 Meter großen Burghügel sind nur noch geringe Mauerreste, Versturz und Ziegel erhalten.